# Модель мобільності НАТО
Модель мобільності НАТО (англ. NATO Reference Mobility Model (NRMM)) — розрахункова модель, що дозволяє військовим НАТО прогнозувати оперативну та тактичну мобільність військової техніки на полі бою, а також оптимізувати вирішення логістичних завдань. Модель являє собою сукупність рівнянь та алгоритмів для моделювання руху транспортного засобу в умовах пересіченої місцевості.

## Історичні аспекти
Перша модель NRMM була створена у 1979 році, вона спиралася переважно на емпірічні залежності й базувалася на вимірах параметрів глибинної структури грунтів. При цьому були використані напрацювання, отримані під час розробки в США моделей AMC-71 та AMC-74.
В 1992 р. була затверджена більш досконала модель мобільності NGRM2. В ній були розвинені моделі динаміки руху транспортного засобу VEHDYN, модуль оцінки характеристик місцевості та подолання перешкод. Разом з тим, застосовувалися лише двовимірні детерміновані моделі.
Застарілість такого підходу спонукала Організацію НАТО з науки і технологій (STO) провести у 2016—2018 роках дослідження щодо розробки нового покоління моделі мобільності Next-Generation NRMM (NG-NRMM). Після завершення робіт зі створення NG-NRMM у вересні 2018 р. у дослідному центрі Мічиганського технологічного університету (США) Michigan Tech's Keweenaw Research Center (KRC) була проведена відповідна технологічна демонстрація (CDT) її спроможностей.
Результати тестів засвідчили, що у порівнянні з попереднім поколінням моделі (NRMM2) NG-NRMM дозволяє отримати до 12 разів меншу середню похибку прогнозу пройденої дистанції за заданий час, а також дає у 6 разів меншу середню похибку прогнозованої швидкості руху транспортного засобу.
За результатами тестів прийняте рішення про розробку стандарту НАТО щодо NG-NRMM та супутніх технологій, пов'язаних з її застосуванням, зокрема методик тестів з мобільності.
Відповідний документ у формі стандартизованих рекомендацій отримав назву STANREC 4813 Ed.1 та охоплює настанову НАТО  AMSP-06 Ed.A  “Guidance for M&S Standards applicable to the Development of Next Generation of NATO Reference Mobility Model (NG-NRMM)”.

## Архітектура NG-NRMM
NG-NRMM являє собою сукупність 3D-моделей, що застосовуються як аналітичний інструмент планування пересування техніки на пересіченій місцевості для бригадного і батальйонного штабів, а також дозволяє оптимізувати дизайн транспортного засобу на етапі його розробки. Модель придатна також для прогнозування мобільності наземних роботизованих платформ.
Головні компоненти архітектури NG-NRMM : 
1. модуль динаміки транспортного засобу,
2. модуль оцінки ефективності перетину перешкод у складі модулів місцевості, водних перешкод та дорожнього модуля,
3. модуль первинного прогнозування.

В якості основних вхідних даних стосовно оточуючого середовища використовуються:
- операційні сценарії,
- фотознімки високого розрізнення, які отримані з супутників, безпілотних літальних апаратів, наземних роботизованих платформ,
- інформацію з наземних лідарів,
- дані лабораторних вимірювань параметрів грунтів на трасі руху,
- цифрові карти місцевості (детерміністичні та стохастичні з індикацією рівня достовірності),
- фізичні дані бортових датчиків машин,
- відомості про тип і стан рушія.

## Значимість
Запровадження NG-NRMM спонукало до зміни оперативних статутів та стандартів НАТО щодо порядку дій командирів перед здійсненням маршу, срияло цифровій трансформації штабних процедур, підвищило бойову ефективність військ (сил) завдяки суттєвому зростанню точності прогнозування швидкості маневру та здійснення маршу з використанням військової техніки, вибору оптимальних маршрутів руху. 
NG-NRMM дозволяє зекономити кошти під час розробки та відпрацювання конструкції рушіїв транспортних засобів, уникаючи зайвих експериментів та випробувань.
NG-NRMM розглядається як ключовий засіб оцінки мобільності безекіпажних конвоїв. У цьому контексті подальший розвиток NG-NRMM спрямований на врахування погіршення умов траси для кожного з наступних рухомих засобів у складі конвою, а також впровадження технологій штучного інтелекту для удосконалення процесів прогнозування і підвищення їх ефективності.